# Grand Acres
Grand Acres è un census-designated place degli Stati Uniti d'America, situato nella contea di Cameron dello Stato del Texas. Fa parte dell'area metropolitana di Brownsville–Harlingen.

## Geografia fisica
Grand Acres è situata a 26°14′26″N 97°49′43″W (26.240505, -97.828732).
Secondo lo United States Census Bureau, ha un'area totale di 0,5 miglia quadrate (1,3 km²).

## Società

### Evoluzione demografica
Secondo il censimento del 2000, c'erano 203 persone, 49 nuclei familiari, e 46 famiglie residenti nella città. La densità di popolazione era di 421,8 persone per miglio quadrato (163,3/km²). C'erano 54 unità abitative a una densità media di 112,2 per miglio quadrato (43,4/km²). La composizione etnica della città era formata dal 54,19% di bianchi, il 43,35% di altre razze, e il 2,46% di due o più etnie. Ispanici o latinos di qualunque razza erano il 93,10% della popolazione.
C'erano 49 nuclei familiari di cui il 51,0% avevano figli di età inferiore ai 18 anni, il 71,4% erano coppie sposate conviventi, il 20,4% aveva un capofamiglia femmina senza marito, e il 6,1% erano non-famiglie. Il 4,1% di tutti i nuclei familiari erano individuali e il 2,0% aveva componenti con un'età di 65 anni o più che vivevano da soli. Il numero di componenti medio di un nucleo familiare era di 4,14 e quello di una famiglia era di 4,28.
La popolazione era composta dal 36,5% di persone sotto i 18 anni, l'11,3% di persone dai 18 ai 24 anni, il 26,1% di persone dai 25 ai 44 anni, il 17,2% di persone dai 45 ai 64 anni, e l'8.9% di persone di 65 anni o più. L'età media era di 26 anni. Per ogni 100 femmine c'erano 118,3 maschi. Per ogni 100 femmine dai 18 anni in giù, c'erano 92,5 maschi.
Il reddito medio di un nucleo familiare era di 25.625 dollari, e quello di una famiglia era di 25.547 dollari. I maschi avevano un reddito medio pro capite di 21.500 dollari contro i 13.438 dollari delle femmine. Il reddito medio pro capite era di 5.807 dollari. Circa il 27,9% delle famiglie e il 34,9% della popolazione erano sotto la soglia di povertà, incluso il 46,9% di persone sotto i 18 anni di età e il 34,8% di persone di 65 anni o più.